# Cessna 180

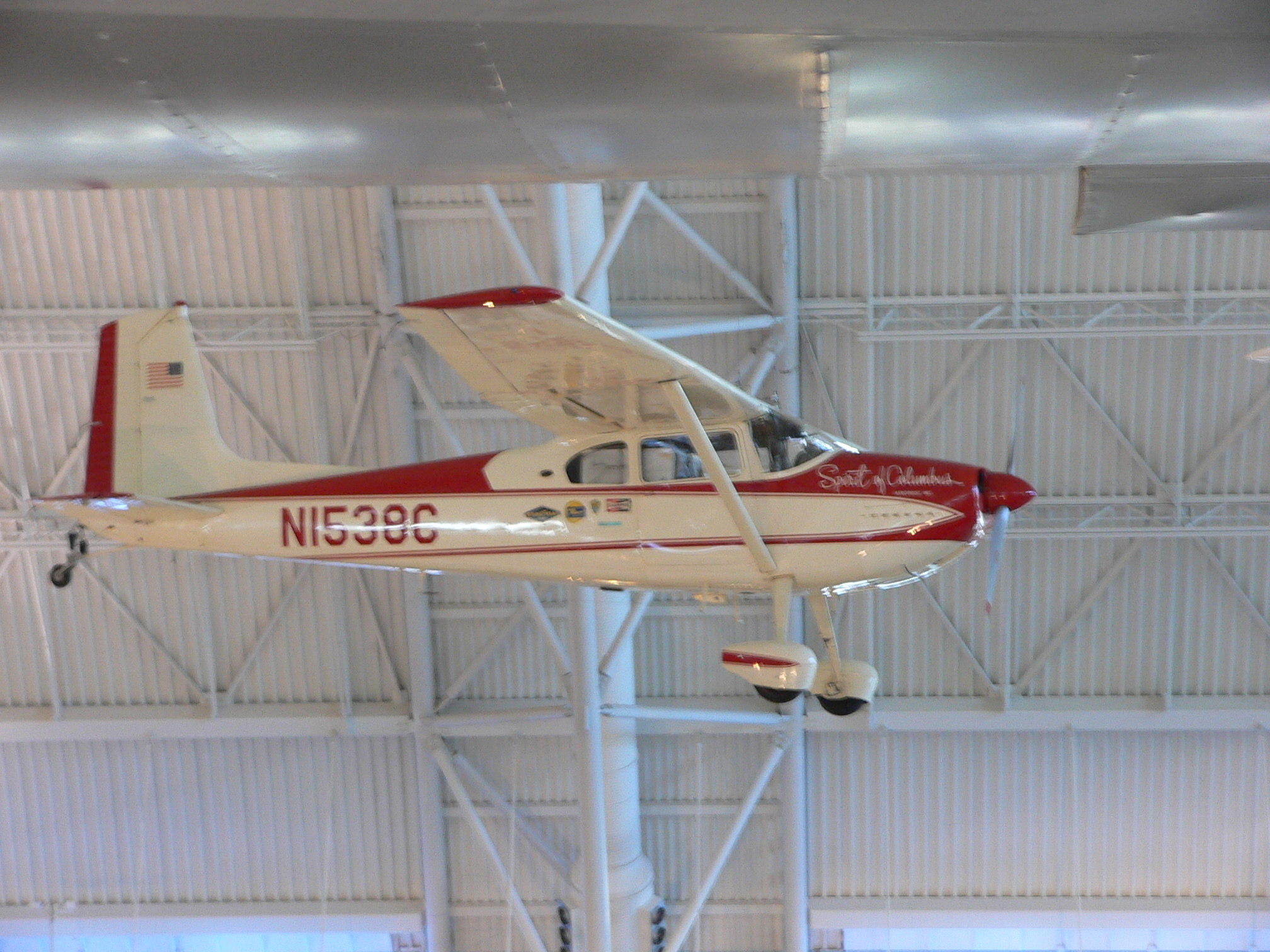
Cessna 180

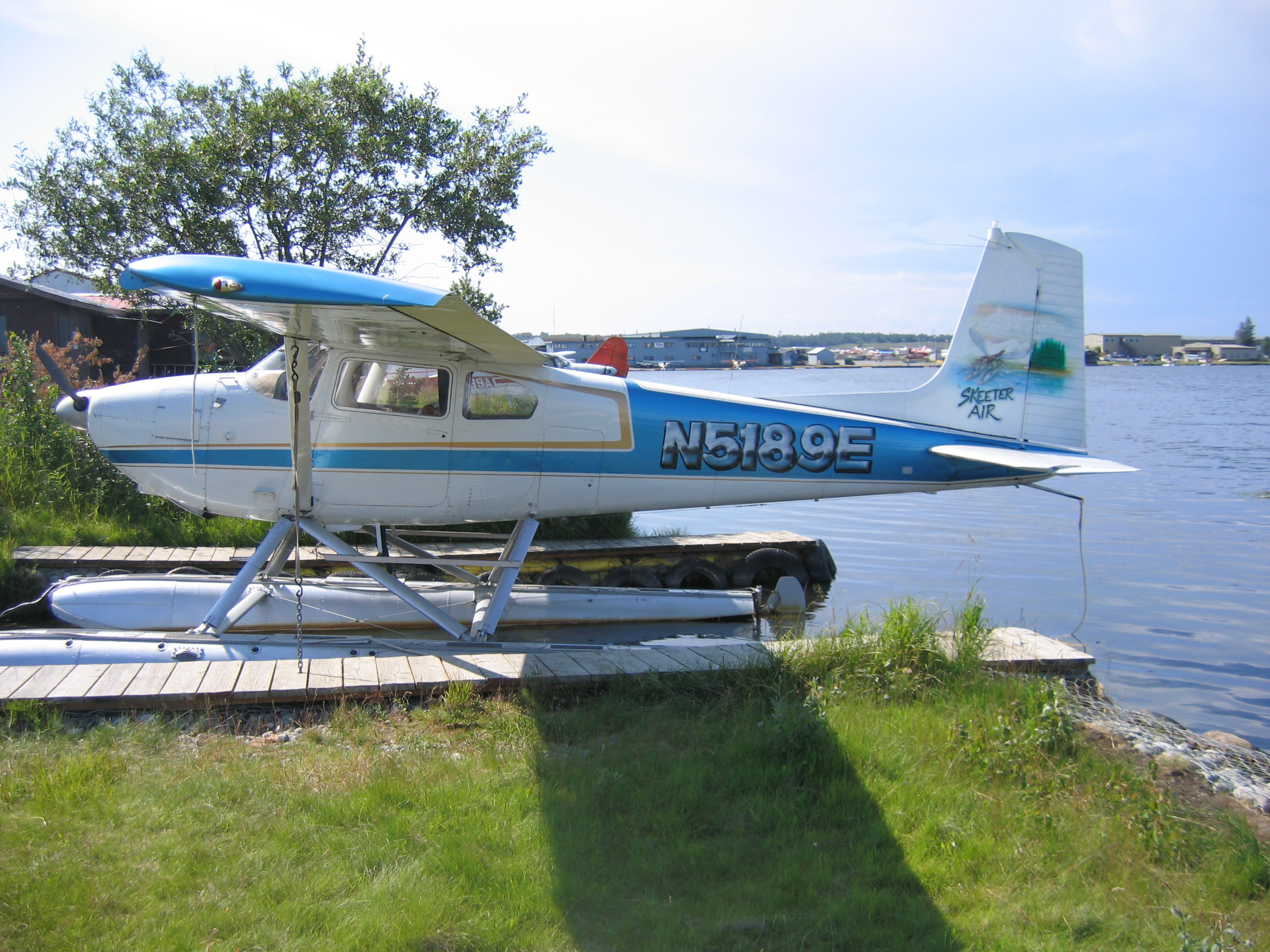
Cessna 180B wyposażona w pływaki

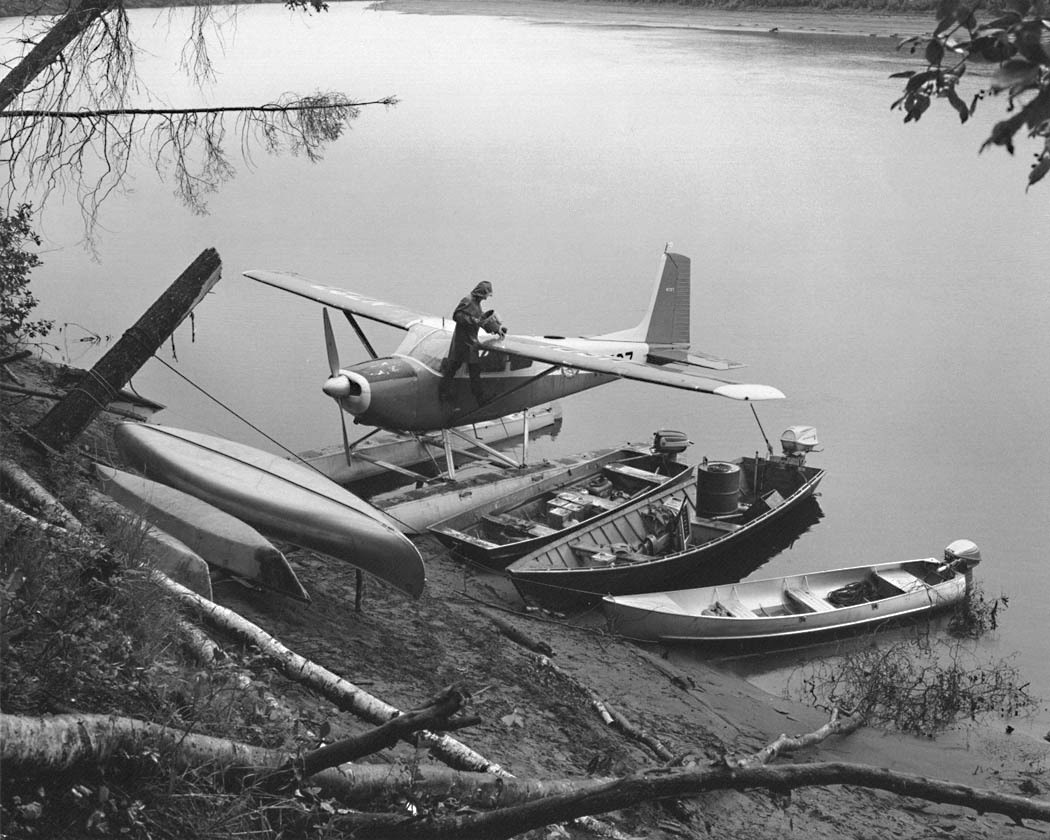
Rok 1960, Rzeka Nowitna na Alasce, tankowanie Cessny 180 z beczki

Cessna 180 – samolot turystyczny amerykańskiej firmy Cessna, został oblatany w 1953 roku. Samolot to wczesna wersja Cessny 182 i 185. Cessna 180 służyła także w wersji wojskowej w wielu krajach. Na pokład Cessny 180 wchodziły 4 osoby. Produkcję zakończono w 1981 roku. Samolot odniósł duży sukces rynkowy tak samo jak jego późniejsze wersje 182 i 185.

## Historia
Cessna 180 powstała jako odpowiedź na zapotrzebowanie samolotu o większym udźwigu niż Cessna 170. Prototyp, zarejestrowany jako N41697, oblatano 26 Maja 1952 roku. Wszystkie wersje były wyposażone w podwozie klasyczne (z kółkiem tylnym), w roku 1956 powstała wersja z kółkiem przednim, dla odróżnienia nazwana Cessna 182 Skylane. Ponadto w roku 1960 Cessna wprowadza do produkcję znaczącą cięższą, mocniejszą odmianę jako model 185, również wyposażoną w podwozie klasyczne. Przez pewien czas produkowano wszystkie trzy wersje.

## Konstrukcja
Płatowiec jest konstrukcji całkowicie metalowej, wykonany z aluminium. Kadłub konstrukcji półskorupowej, z poszyciem nitowanym do wręg i podłużnic. Skrzydła wsparte zastrzałem, podobnej konstrukcji, z poszyciem nitowanym do dźwigarów i podłużnic. Podwozie w układzie klasycznym, podwozie główne wykonane ze stali sprężynującej, podwozie tylne składało się ze sterowalnego kółka zamocowanego do rury stalowej. W latach 1953–1963, montowano dwa okna w bokach kadłuba, natomiast od 1964 dodano trzecie, identyczne jak modelu 185. Cessna 180 jest przystosowana do montażu pływaków lub nart zamiast konwencjonalnego podwozia.

## Wersje
| Nazwa | Silnik                  | Moc        | Masa startowa     | Data certyfikacji    |
| ----- | ----------------------- | ---------- | ----------------- | -------------------- |
| 180   | Continental O-470-A/J/K | 225/230 KM | 1157 kg (2550 lb) | 23 grudnia 1952      |
| 180A  | Continental O-470-K     | 230 KM     | 1202 kg (2650 lb) | 17 grudnia 1956      |
| 180B  | Continental O-470-K     | 230 KM     | 1202 kg (2650 lb) | 22 sierpnia 1958     |
| 180C  | Continental O-470-L/R   | 230 KM     | 1202 kg (2650 lb) | 8 lipca 1959         |
| 180D  | Continental O-470-L/R   | 230 KM     | 1202 kg (2650 lb) | 14 czerwca 1960      |
| 180E  | Continental O-470-L/R   | 230 KM     | 1202 kg (2650 lb) | 21 września 1961     |
| 180F  | Continental O-470-L/R   | 230 KM     | 1202 kg (2650 lb) | 25 czerwca 1962      |
| 180G  | Continental O-470-L/R   | 230 KM     | 1270 kg (2800 lb) | 19 lipca 1963        |
| 180H  | Continental O-470-L/R   | 230 KM     | 1270 kg (2800 lb) | 17 czerwca 1964      |
| 180J  | Continental O-470-R/S   | 230 KM     | 1270 kg (2800 lb) | 13 października 1972 |
| 180K  | Continental O-470-U     | 230 KM     | 1270 kg (2800 lb) | 19 sierpnia 1976     |

Na podstawie Certyfikatu Typu

## Wojskowi użytkownicy
Wersje wojskowe oparte na 180E i 180H, oznaczono U-17. Wyposażone zostały w mocniejszy 300 konny silnik Continental IO-520-D i zwiększono ich maksymalną masę startową do 3350 lb (1610 kg)
- Australia
  - Royal Australian Air Force
- Gwatemala
- Honduras
- Izrael
  - Siły Powietrzne Izraela
- Meksyk
  - Meksykańskie Siły Powietrzne
- Nikaragua
- Filipiny
- Salwador
- Tajlandia
- Urugwaj
  - Urugwajskie Siły Powietrzne
- Wietnam Południowy
- Południowa Afryka
  - Południowoafrykańskie Siły Powietrzne